# George R. Stewart
George Rippey Stewart (* 31. Mai 1895 in Sewickley, Pennsylvania; † 22. August 1980) war ein US-amerikanischer Schriftsteller, Sprachforscher und Professor für Englisch an der University of California, Berkeley.

## Leben
George R. Stewart wurde am 31. Mai 1895 als Sohn des Eisenbahningenieurs George Rippey und dessen Frau Ella Wilson Stewart geboren.
Er nahm am Ersten Weltkrieg teil, studierte an der Princeton University, der University of California, Berkeley und der Columbia University. 1923 wurde Stewart Professor für Englisch an der UC, Berkeley, und war auch einige Zeit Gastprofessor in Athen. 1962 trat er nach zwanzigjähriger Lehrtätigkeit in den Ruhestand.
Stewart war verheiratet mit der Tochter des Präsidenten der Universität von Michigan, Theodosia Burton.

## Leben ohne Ende
Bekannt wurde George R. Stewart in Deutschland vor allem durch den Science-Fiction-Roman Leben ohne Ende (Earth Abides), welcher mittlerweile in 27 Sprachen übersetzt wurde. Das Buch gewann 1951 den International Fantasy Award. Eine Epidemie vernichtet fast die gesamte Menschheit; die wenigen Überlebenden schließen sich zu einem Stamm zusammen, der allmählich auf steinzeitliches Niveau absinkt. Earth Abides inspirierte später Stephen King zu seinem Roman The Stand – Das letzte Gefecht. Eine Menge an Motiven aus Stewarts Roman findet sich aber auch im Endzeitroman Schwarze Spiegel von Arno Schmidt; der Roman enthält ebenfalls einen fiktiven Brief von Schmidt an Stewart zu dessen Werk Man, An Autobiography.
Der Roman wurde 2024 als Minifernsehserie verfilmt, siehe: Leben ohne Ende.

## Begriffsprägung
In der auf Dokumentenanalyse basierenden Erzählung Pickett’s Charge: A Microhistory of the Final Attack on Gettysburg (1959) verwendet Stewart erstmals den Begriff der microhistory.

## Bibliografie
Romane
- East of the Giants (1939)
  - Deutsch: Im Schatten der goldenen Berge. Scientia, Zürich 1943. Auch: G. B. Fischer, Frankfurt am Main 1953.
- Doctor's Oral (1939)
- Storm (1942)
  - Deutsch:  Sturm.
    - Hans R. Wyss (Übers.). Orell Füssli Verlag, Zürich [1942].
    - Georg Ring (Übers.). Verlag des Druckhauses Tempelhof, Berlin 1950.
    - Jürgen Brôcan und Roberta Harms (Übers.). Verlag Hoffmann & Campe, Hamburg 2025.
- Earth Abides (1950)
  - Deutsch:  Leben ohne Ende. Bertelsmann, Gütersloh 1952. Auch: Heyne SF #3071/3072, 1966. Überarbeitete Neuausgabe: Heyne, 2016, ISBN 978-3-453-31436-8.
- Fire (1951)
  - Deutsch:  Feuer : Roman eines Elements. List, München 1952.
- Sheep Rock (1951)
- The Years of the City (1955)

Sachliteratur
- The Technique of English Verse (1930)
- Bret Harte, Argonaut and Exile (1931)
- A Bibliography of the Writings of Bret Harte in the Magazines and Newspapers of California 1857–1871 (1933)
- Ordeal by Hunger: The Story of the Donner Party (1960)
- English Composition (1936)
- John Phoenix, Esq. (1937)
- Take your Bible in One Hand: The Life of William Henry Thornes (1939)
- Names on the Land (1967)
- Man: An Autobiography (1948)
- The Year of the Oath: The Fight for Academic Freedom at the University of California, with others (1950)
- U.S. 40: Cross Section of the United States of America (1953)
  - Deutsch: US 40. Quer durch die Vereinigten Staaten von Nordamerika. Zettner, Würzburg & Wien 1957.
- American Ways of Life (1954)
- To California by Covered Wagon (1987, Jugendbuch, neu aufgelegt als Pioneers Go West, 198)
- N.A. 1: The North-South Continental Highway (1957)
- Pickett's Charge (1959)
- Donner Pass and Those Who Crossed It (1960)
- The California Trail (1964)
- Committee of Vigilance: Revolution in San Francisco 1851 (1964)
- This California (1965, mit Photographien von Michael Bry)
- Good Lives (1967)
- The Department of English of the University of California on the Berkeley Campus (1968)
- Not So Rich as You Think (1968)
- American Place-Names : a concise and selective dictionary for the continental United States of America (1970)
- Names on the Globe (1975)
- American Given Names: Their Origin and History in the Context of the English Language (1979)